# Петров Прокопій Устинович
Прокопій Устинович Петров (24 лютого 1913 — 4 липня 1964) — радянський якутський історик — якутознавець.

## Біографія
Прокопій Петров народився 24 лютого 1913 року в Немюгінському наслєзі Західно-Кангаласского улусу Якутського округу в бідній якутській сім'ї. Рано залишився сиротою: в 1917 році помер його батько, а в 1925 році — мати. Виховувався в інтернаті, навчався в семикласній Октемскій школі.
У 1928 році вступив до комсомолу, брав активну участь у громадському житті улусу. У 1929 році був обраний секретарем улусного комсомольського осередку, брав участь в земельній реформі.
У 1930 році закінчив школу і вступив до Якутського педагогічного технікуму. Влітку 1931 року вступив до ВКП(б), три місяці був заступником секретаря Якутського міськкому ВЛКСМ. У жовтні 1931 був направлений на навчання в Іркутський педагогічний інститут на історичний факультет. Обирався секретарем факультетської партосередку, секретарем комітету ВЛКСМ інституту, заступником секретаря партбюро інституту, членом бюро Іркутського міськкому ВЛКСМ, був пропагандистом на машинобудівному заводі ім. Куйбишева.
Після закінчення інституту в 1934 році був направлений на роботу викладачем Якутського педагогічного технікуму. З листопаді 1934 року — завідувач Будинку партійної освіти при відділі культпросу Якутського обкому ВКП(б). Із травня 1935 по грудень 1937 року — член бюро Якутського обкому ВЛКСМ і завідувач відділом студентської молоді та учнів обкому.
Із січня 1938 по червень 1943 року викладав курс нової історії в Якутському педагогічному інституті, займався активною громадською діяльністю. З 1943 року — знову на партійній роботі. Був лектором, потім керівником лекторської групи обкому ВКП(б). У 1947 закінчив Вищу партійну школу при ЦК ВКП(б).
З осені 1948 викладав курс марксизму-ленінізму в Якутському педагогічному інституті. 16 липня 1950 роки захистив дисертацію на тему «Революційна діяльність більшовиків в якутському засланні» на здобуття наукового ступеня кандидата історичних наук. З липня 1950 року завідувач кафедрою марксизму-ленінізму дворічної (потім трирічної) партійної школи Якутського обкому ВКП(б), з 1951 року доцент. З 1950 по 1956 рік член Якутського міськкому КПРС. З жовтня 1958 по травень 1960 року завідувач кафедрою історії КПРС Якутського державного університету, викладав на цій же кафедрі.
Автор близько 50 наукових робіт. До сфери наукових інтересів Петрова входили Якутія під час революції 1905—1907 років в Росії, заслані більшовики в Якутії, встановлення Радянської влади в Якутії, окремі політичні діячі Якутії початку ХХ століття.
Помер 4 липня 1964 року, похований в Якутську.

## Твори
- Революционная деятельность большевиков в Якутской ссылке. — М.: Политиздат, 1964. — 80 с.: ил.
- Степан Аржаков. — Якутск: Кн. изд-во, 1962. — 59 с.: ил. и карт.
- Установление Советской власти в Якутии. — Якутск: Кн. изд-во, 1957. — 298 с.
- О разгроме якутских буржуазно-националистических банд в 1921—1922 гг. — Б.м.: Б.и., 1955. — 30 с.
- О революционных событиях 1905—1907 гг. в Якутии: (К 50-летию первой рус. революции). — Якутск: Кн. изд-во, 1955. — 63 с.
- Разгром пепеляевской авантюры. — Якутск: Кн. изд-во, 1955. — 116 с.: ил. и порт.
- Ленинская «Искра» и искровцы в Якутии: (К 50-летию КПСС). — Якутск: Кн. изд-во, 1953. — 38 с.
- Из истории революционной деятельности ссыльных большевиков в Якутии. — Якутск: Кн. изд-во, 1952. — 296 с.
- О революционной деятельности большевиков в якутской ссылке: Лекция прочит. в г. Якутске. — Якутск: Кн. изд-во, 1952. — 35 с.
- Г. К. Орджоникидзе в Якутской ссылке: (Указ. лит.) / Якут. обл. парт. шк.; Сост. П. У. Петров. — Якутск: Кн. изд-во, 1952. — 28 с.